# Gens Bèbia
La gens Bèbia (llatí: gens Baebia) era una família romana d'origen plebeu, que va emprar els cognoms Dives, Herenni, Sulca, i Tàmfil. El primer que va obtenir el consolat va ser Gneu Bebi Tàmfil el 182 aC.
Personatges de la família van ser:
- Luci Bebi, ambaixador.
- Quint Bebi, tribú de la plebs.
- Marc Bebi, comissionat.
- Luci Bebi, comissionat.
- Gneu Bebi Tàmfil, pretor.
- Aule Bebi, praeses.
- Gai Bebi, tribú de la plebs.
- Gai Bebi va ser nomenat comandant en cap a la guerra social el 89 aC succeint a Luci Cèsar (o Sext Cèsar segons Appià).[2]
- Marc Bebi va ser un romà executat per ordre de Gai Mari i Cinna quan van ocupar Roma el 87 aC. Va morir destrossat per les mans dels soldats de Mari.[2]
- Marc Bebi va ser un militar romà, mort per ordre de Luci Pisó a Macedònia el 57 aC.[3]
- Aule Bebi va ser un equite d'Asta (Hispània) que va desertar del camp pompeià i es va passar a Juli Cèsar amb els seus homes el 45 aC.[4]
- Bebi, senador romà.
- Bebi Macer, magistrat romà.